# 何其泰
何其泰（？年—？年），號治安，浙江山陰縣人，由監生加捐通判，分發四川試用，因辦防勦局務，督解滇黔軍饟，於雲南肅清案內，保奏著補缺後以同知遇缺卽補，先換頂戴，同治十二年正月署四川順慶府岳池縣知縣。是一位政治人物，明清時曾在四川順慶府岳池縣（位於今四川東北部，武周萬歲通天二年分南充、相如二縣置，是一個千年古縣）擔任官吏。